# Juncus lomatophyllus
Juncus lomatophyllus är en tågväxtart som beskrevs av Spreng.. Juncus lomatophyllus ingår i släktet tåg, och familjen tågväxter. IUCN kategoriserar arten globalt som livskraftig. Inga underarter finns listade i Catalogue of Life.